# Hrvatska kršćanska demokratska unija
Hrvatska kršćanska demokratska unija (HKDU), bila je demokršćanska politička stranka u Hrvatskoj 1990-ih i početkom 2000-ih, nacionalno i desno usmjerena.
Nastala je u prosincu 1992. godine spajanjem Hrvatske demokratske stranke, koja je htjela više naglasiti svoje demokršćanstvo, i dijela Hrvatske kršćanske demokratske stranke, koji je htio više naglasiti svoj nacionalizam. Prvi predsjednik bio je dr. Marko Veselica, koji je u koaliciji predvođenoj HSS-om izabran u Sabor RH 1995. godine. Naslijedio ga je Anto Kovačević, koji je ušao u Sabor krajem 1990-ih, kao zamjenik SDP-ovca Zdravka Tomca, te ponovo 2000., u koaliciji s HSP-om. Kao predsjednik stranke naslijedio ga je Petar Ćurlin.
Stranka je obnovljena 2007. – 2009., a novi predsjednik postao je Željko Nuić.

## Također pogledajte
- Hrvatska kršćanska demokratska unija Bosne i Hercegovine

## Vanjske poveznice
- Mrežna stranica HKDU-a  Arhivirana inačica izvorne stranice od 24. studenoga 2009. (Wayback Machine)